# La Alameda de Gardón
La Alameda de Gardón – gmina w Hiszpanii, w prowincji Salamanka, w Kastylii i León, o powierzchni 32,27 km². W 2011 roku gmina liczyła 104 mieszkańców.